# Krystyna Magdalena Radziwiłłówna
Krystyna Magdalena Radziwiłłówna (ur. 27 lipca 1776 w Warszawie, zm. 1 grudnia 1796 w Petersburgu) – księżniczka polska, nieślubna córka wojewodziny wileńskiej Heleny z Przezdzieckich Radziwiłłowej ze związku z ambasadorem rosyjskim w Warszawie, Ottonem Magnusem von Stackelbergiem. Oficjalnie za ojca Krystyny uchodził wojewoda wileński Michał Hieronim Radziwiłł.

## Życiorys
Krystyna Magdalena Radziwiłłówna spędziła swoje dzieciństwo i młodość założonej przez swoją matkę Helenę Arkadii. Księżniczka często przebywała w Warszawie, gdzie zaprzyjaźniła się między innymi z nieślubną córką króla Polski Stanisława Augusta Poniatowskiego, Izabelą Grabowską oraz kasztelanką warszawską Moniką Sobolewską. W 1793, podczas pobytu na dworze króla Prus Fryderyka Wilhelma II w Saksonii została zauważona przez jego syna, księcia Fryderyka Ludwika. Młody książę planował małżeństwo z Radziwiłłówną, jednak spotkał się z odmową. 
Po powrocie do Warszawy Krystyna Magdalena żywo interesowała się sprawami państwa polskiego, wspierając powstanie narodowe, którym dowodził ukochany księżniczki Tadeusz Kościuszko. Pod koniec maja 1794 w obawie przed zagrożeniem rosyjskim Krystyna i jej młodsza siostra Aniela zostały wywiezione przez matkę do Drezna. Po przybyciu na tamtejszy dwór, w Krystynie zakochał się poseł hiszpański Don Quinonez, jednak ze względu na różnice stanowe małżeństwo z księżniczką okazało się niemożliwe. W 1795 Radziwiłłówna wróciła do zajętej przez Rosję Arkadii, lecz już pod koniec roku udała się do Petersburga, gdzie została mianowana frejliną cesarzowej rosyjskiej Katarzyny II.
Gdy 15 listopada 1796 cesarzowa Katarzyna II zmarła, Krystyna Magdalena Radziwiłłówna brała udział w jej uroczystościach pogrzebowych. Mrozy panujące wówczas w Rosji sprawiły, iż księżniczka zachorowała na zapalenie płuc, które stało się przyczyną jej przedwczesnej śmierci. Została pochowana w okazałym grobowcu pod ołtarzem w Arkadii.